# 持込馬
持込馬（もちこみば）とは、かつて中央競馬で用いられていた競走馬の区分。母馬が胎内に仔馬を宿した状態で輸入され、日本国内で産まれた馬、または仔馬が満1歳を迎えるまでに母馬とともに輸入された馬のことを指す。
もともと持込馬は内国産馬扱いであり、天皇賞やクラシックへの出走制限は行われていなかった。しかし、それまで許可制であった活馬（生きている馬）の輸入が自由化された1971年、その見返りとして内国産馬振興の方針が打ち出され、その一環として1971年6月30日以降に輸入された繁殖牝馬から生まれた仔馬は外国産馬とほぼ同等の扱いを受けることとなり、クラシック5大競走、並びに天皇賞においては持ち込み馬の出走も全面的に禁止されてしまった。競馬新聞などの馬柱には○の中に「持」のマークで持込馬であることが表記されていた。
この制限は1983年一杯で廃止され、元のように内国産馬としての扱いを受けることとなった。

## 主な持込馬

### 規制以前の主な持込馬
- 月友（マンノウォーの直仔。昭和初期の大種牡馬）
- 月城（競走名クレオパトラトマス 帝室御賞典。クモハタの姉、ハマカゼの母）
- ヘキラク（1956年皐月賞・1957年安田賞（現・安田記念））
- ヒカルメイジ（1957年日本ダービー）
- ミスオンワード（1957年桜花賞・オークス）
- マサタカラ（1958年オールカマー・ダイヤモンドステークス）
- ウイルデイール（1959年皐月賞）
- キユーピツト（1961年阪神牝馬特別。『華麗なる一族』最初の活躍馬）
- アズマテンラン（1961年菊花賞・オールカマー・日本短波賞）
- バリモスニセイ（1964年京都盃、1966年大阪杯など重賞8勝。シンザンを重賞競走で唯一破った）
- チトセオー（1965年皐月賞）
- メジロマジヨルカ（1966年クイーンカップ）
- フイニイ（1967年阪神大賞典、1969年ハリウッドターフクラブ賞他。社台グループ最初期の活躍馬）
- メジロサンマン（1967年目黒記念(秋)。メジロイーグル（メジロパーマーの父）の父）
- シエスキイ（1968年毎日王冠他）
- ジュピック（1970年オークス）
- タイテエム（1973年天皇賞 (春)。規制直前に活躍）

### 規制期間中の主な持込馬
- トリデジョウ（1976年日本短波賞。種牡馬）
- マルゼンスキー（1976年朝日杯3歳ステークス、1977年日本短波賞。持込馬空白期間のため日本ダービーに出走できなかった）
- メイワキミコ（1977年・1978年スプリンターズステークス。マルゼンスキーと同世代だが母が輸入されて日本で血統登録されてから改めて海外の種牡馬に種付けされて誕生したためオークスに出走している）
- ヤマニンスキー（マルゼンスキーと非常によく似た血統で大変期待されたが競走馬としては準オープン止まり。だが種牡馬としては成功を収めた）
- メイワパッサー（スタビライザー、スプライトパッサーの父）
- セクレファスター（ナムラモノノフ、テイエムオオアラシの父）

### 規制解除後の主な持込馬
- ニシノフラワー（1991年阪神3歳牝馬ステークス、1992年桜花賞・スプリンターズステークス）
- ビワハヤヒデ（1993年菊花賞、1994年天皇賞（春）・宝塚記念）
- マーベラスクラウン（1994年ジャパンカップ）
- サクラローレル（1996年天皇賞（春）・有馬記念他）
- ビワハイジ（1995年阪神3歳牝馬ステークス）
- フサイチコンコルド（1996年日本ダービー）
- アドマイヤコジーン（1998年朝日杯3歳ステークス、2002年安田記念他。母は日本産だがアメリカで種付けを行った）
- ネームヴァリュー（2003年帝王賞)
- キングカメハメハ（2004年NHKマイルカップ、日本ダービー）
- エイシンフラッシュ（2010年日本ダービー、2012年天皇賞（秋））
- サトノクラウン（2016年香港ヴァーズ、2017年宝塚記念）
- ソウルスターリング（2016年阪神ジュベナイルフィリーズ、2017年オークス他）
- タワーオブロンドン（2019年スプリンターズステークス)
- ダノンファラオ（2020年ジャパンダートダービー)
- グレナディアガーズ（2020年朝日杯フューチュリティステークス）
- ジャンタルマンタル(2023年朝日杯フューチュリティステークス、2024年NHKマイルカップ、2025年安田記念)